# بريتش ايروسبيس 125
بي إيه إي 125/Dominie 
بريتش ايروسبيس 125 أو هوكر 800 (بالإنجليزية: British Aerospace 125)‏ (في الأصل دي هافيلاند DH125 Jet Dragon) هي طائرة رجال الأعمال متوسطة الحجم، ذات محركين، كانت تعرف باسم هوكر سايدلي HS.125 حتى عام 1977. ويتم تسويق طرازها الجديد والمعروف اباسم هوكر 800. أنتجت في 1962 بالمملكة المتحدة. تستخدم بشكل أساسي من قبل سلاح الجو الملكي. كان أول طيران لها في 13 أغسطس 1962. ومازالت في الخدمة حتى الآن. صنع منها 1,000 طائرة.

## المستخدمون
- سلاح الجو الملكي
- القوات الجوية البرازيلية